# Squantz Pond State Park
Squantz Pond State Park ist ein State Park etwa 16 km nördlich von Danbury im Gebiet von New Fairfield im US-Bundesstaat Connecticut. Der Park liegt am südwestlichen Ende des Squantz Pond. Freizeitmöglichkeiten umfassen Schwimmern, Angeln, Wandern und Boot fahren. Nach Westen schließt sich der Pootatuck State Forest an.

## Geschichte
Siedler aus Fairfield (Connecticut) erhielten von der General Assembly die Erlaubnis, einen neuen Ort zu gründen. Sie verhandelten mit dem Chief Squantz der Schaghticoke, einem Stamm aus der Verwandtschaft der Algonkin. In anderen Überlieferungen wird berichtet, dass sie nicht mit Chief Squantz verhandelten, weil er sich ins Gebiet nördlich des Sees zurückzog und den Landverkauf ablehnte. Demnach sandten die Siedler immer wieder Anwälte und erhielten schließlich die Zustimmung von anderen Indianern, die möglicherweise nicht berechtigt waren, die Verträge abzuschließen. Die Siedler „kauften“ ein 130 km² großes Landstück, welches heute Stadtgebiet von New Fairfield und Sherman ist für etwa 300 Dollar am 24. April 1729. Die Eintragung erfolgte am 9. Mai 1729. Sie ist enthalten in den Archiven des State Capitol in Hartford (Connecticut).
Bevor das Gebiet um Squnatz Pond zum State Park wurde, befand sich dort Farmland und Apfelplantagen. Trotz vieler landschaftlicher Veränderungen lassen sich immer wieder Spuren der Urbevölkerung entdecken. Stein-Äxte, Hämmer und andere Werkzeuge kommen ans tageslicht. Die Überreste eines Kanus mit einer Länge von 6,7 m und einer Breite von 1,5 m, die auf dem Grund des Sees gefunden wurden, führten zu Spekulationen darüber, ob der See schon größer gewesen ist, bevor die Siedler kamen und er durch das Aufstauen des Candlewood Lake vergrößert wurde. Die nördliche Spitze des Sees ist durch eine Brücke der Route 39 vom Candlewood Lake abgetrennt.

## Freizeitaktivitäten
Im Park gibt es Möglichkeiten zu schwimmen, zu angeln und tauchen und es gibt eine Rampe für Motorboote. Kanu- und Kayak-Vermietung wird auch angeboten. Die Wanderwege schaffen Verbindungen in den anschließenden Pootatuck State Forest. Darüber hinaus gibt es Picknick-Möglichkeiten und ein Nature center.

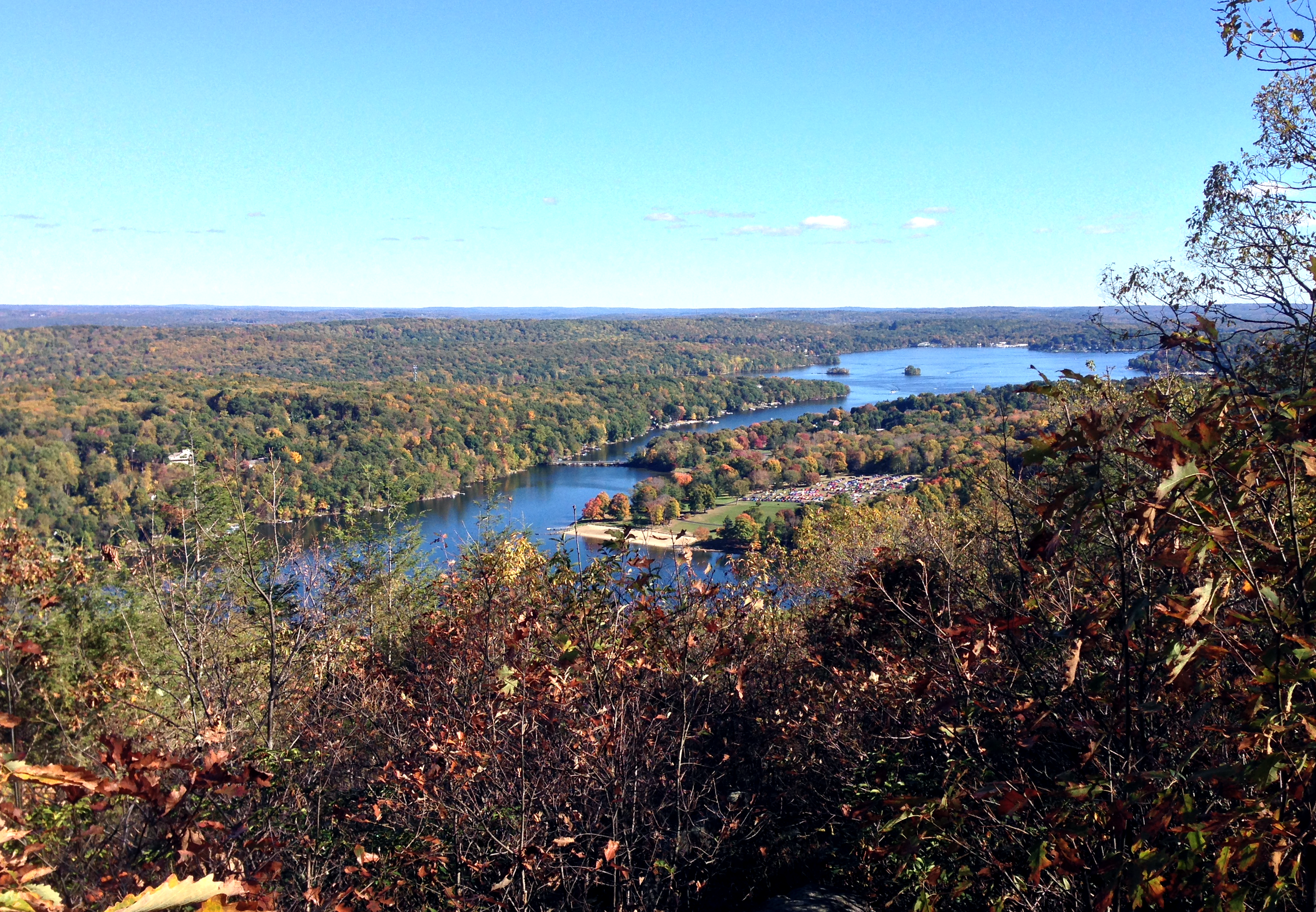
Aussichtspunkt im Squantz Pond State Park

Am westlichen Ende beginnt der Haupt-Wanderweg am nördlichen Ende des Picknick-Platzes. Er folgt der westlichen Uferlinie des Sees auf einer Strecke von 2 Meilen bis zu einer Halbinsel, die in den See hineinragt und einen Schönen Blick über den ganzen See bietet.
Ein grün markierter Pfad wendet sich nach Norden in Richtung des Worden Brook und biegt dann nach Südwesten, er kreuzt das nördliche Ende des gelben Pfades und wendet sich nach Osten zum Ursprung zurück. Als Abkürzung funktioniert der Gelbe Pfad, der sich schneller nach Süden wendet.
Ein unmarkierter Pfad führt entlang der westlichen Uferlinie des Squantz Pond. Dieses Gebiet ist großenteils mit Hemlocktannen bestanden. Einige Bäche stürzen dem See zu und es gibt interessante Felsformationen. Auf halber Strecke gibt es einen Aussichtspunkt und ein rot markierter Weg zweigt ab und führt in steilem Anstieg zum Pootatuck Mountain. Der Pfad endet in der Nähe des Worden Brook, wo ein Trampelpfad wieder nach Süden auf den Hauptweg führt.

## Sicherheit
Das Connecticut Department of Environmental Protection führt seit 1996 eine Statistik über Ertrinkungsunfälle in den State Parks. In dieser Zeit sind 15 Personen in Squantz Pond State Park ertrunken.
2007 erklärten DEP-Verantwortliche das Gebiet „the Rocks“ zur Sperrzone. Aufgrund öffentlichen Drucks kündigte die Regierung an, die Zahl der Parkmöglichkeiten zu reduzieren und an der Interstate 84 Hinweisschilder anzubringen, die bekannt machen, wenn die Kapazitäten ausgeschöpft sind.
Im Juni 2008 veröffentlichte das DEP verschiedene Sicherheitsvorkehrungen.
Die anderen Opfer ertranken in dem Gebiet, das als „the Rocks“ bekannt ist, beziehungsweise an der nicht gesicherten Stelle Squantz Cove außerhalb des markierten Badebereichs.